# Volksabstimmungen in der Schweiz 1959
Dieser Artikel bietet eine Übersicht der Volksabstimmungen in der Schweiz im Jahr 1959.
In der Schweiz fanden 1959 auf Bundesebene zwei Volksabstimmungen statt, im Rahmen zweier Urnengänge am 1. Februar und am 24. Mai. Dabei handelte es sich um zwei obligatorische Referenden.

## Abstimmung am 1. Februar 1959

### Ergebnis
| Nr. | Vorlage | Art | Stimm- berechtigte | Abgegebene Stimmen | Beteiligung | Gültige Stimmen | Ja      | Nein    | Ja-Anteil | Nein-Anteil | Stände | Ergebnis |
| --- | --- | --- | ------------------ | ------------------ | ----------- | --------------- | ------- | ------- | --------- | ----------- | ------ | -------- |
| 191 | Bundesbeschluss vom 13. Juni 1958 über die Einführung des Frauenstimm- und -wahlrechts in eidgenössischen Angelegenheiten | OR  | 1'480'555          | 987'843            | 66,72 %     | 978'666         | 323'727 | 654'939 | 33,08 %   | 66,92 %     | 3:19   | nein     |

### Stimm- und Wahlrecht für Frauen
Wiederholte Versuche, den Schweizer Frauen das Stimm- und Wahlrecht zu erteilen, reichten bis 1913 zurück, stiessen aber beim Bundesrat über vier Jahrzehnte lang auf Desinteresse. 1951 stellte er sich auf den Standpunkt, dass die Einführung zuerst in den Kantonen und Gemeinden erfolgen müsse, ehe diese Forderung auf Bundesebene gestellt werden könne. Fünf Jahre später änderte er seine Meinung und schlug erstmals eine Verfassungsrevision vor, denn die geplante Einführung der Zivilschutzdienstpflicht für Frauen hatte heftige Proteste von Frauenorganisationen ausgelöst. Der vorgelegte Entwurf hielt ausdrücklich fest, dass das Stimm- und Wahlrecht auf Bundesebene beschränkt bleibe. Zwar stimmte das Parlament der Vorlage zu, doch unter den Zustimmenden waren auch zahlreiche Frauenstimmrechtsgegner, die auf eine möglichst hohe Ablehnung in einer Volksabstimmung hofften, damit das Thema für lange Zeit von der politischen Agenda verschwindet. Offen gegen die Vorlage traten nur die BGB und der Bund der Schweizerinnen gegen das Frauenstimmrecht in Erscheinung. Gemäss den Gegnern sei die Forderung nach politischer Gleichberechtigung einer «kleinen Gruppe fanatischer Rechthaber und Rechthaberinnen» entsprungen. Die politische Aktivität von Frauen gefährde die mütterliche Fürsorge und das Familienleben. Ebenso sei die Schweiz mit ihrer direkten Demokratie nicht mit anderen Ländern vergleichbar. Als Befürworter exponierten sich insbesondere SP, PdA und LdU. Sie waren vor allem damit beschäftigt, die zum Teil abstrusen Behauptungen der Gegnerschaft zu widerlegen, und konnten kaum ihre eigenen Argumente darlegen. Gut zwei Drittel der Abstimmenden lehnten die Vorlage ab, einzig in den Kantonen Genf, Neuenburg und Waadt gab es Ja-Mehrheiten. Bis März 1960 wurde dort das Stimm- und Wahlrecht für Frauen auf kantonaler Ebene eingeführt, später folgten weitere Kantone diesem Beispiel.

## Abstimmung am 24. Mai 1959

### Ergebnis
| Nr. | Vorlage | Art | Stimm- berechtigte | Abgegebene Stimmen | Beteiligung | Gültige Stimmen | Ja      | Nein    | Ja-Anteil | Nein-Anteil | Stände | Ergebnis |
| --- | --- | --- | ------------------ | ------------------ | ----------- | --------------- | ------- | ------- | --------- | ----------- | ------ | -------- |
| 192 | Bundesbeschluss vom 17. Dezember 1958 über die Ergänzung der Bundesverfassung durch einen Artikel 22bis über den Zivilschutz | OR  | 1'479'566          | 634'144            | 42,86 %     | 611'332         | 380'631 | 230'701 | 62,26 %   | 37,74 %     | 22:0   | ja       |

### Zivilschutzartikel in der Verfassung
Der erste Versuch, den Bund zur Gesetzgebung über den Zivilschutz zu ermächtigen, war 1957 in einer Volksabstimmung gescheitert. Daraufhin entschloss sich der Bundesrat, die Zivilschutzorganisation auf einen befristeten Bundesbeschluss abzustützen, der fünf Jahre gültig sein sollte. Ausserdem verzichtete er auf jegliche Dienstpflicht für Frauen. Das Parlament trat auf den Entwurf jedoch nicht ein und beschloss stattdessen einen neuen Verfassungsartikel. Dieser enthielt die gleichen Bestimmungen wie die abgelehnte Vorlage, erklärte aber den Zivilschutzdienst für Frauen für freiwillig. Alle grösseren Parteien unterstützten die Vorlage und bekräftigten die Notwendigkeit des Zivilschutzes für die Landesverteidigung. Die SP erklärte, ohne die umstrittene Regelung sei die Vorlage für sie annehmbar. Nennenswerte Opposition machte sich keine bemerkbar, sodass das Volks- und Ständemehr sehr deutlich ausfiel.